# Meylonema buchneri
Meylonema buchneri är en rundmaskart. Meylonema buchneri ingår i släktet Meylonema och familjen Dorylaimidae. Inga underarter finns listade i Catalogue of Life.